# Schönau an der Brend
Schönau an der Brend är en kommun och ort i Landkreis Rhön-Grabfeld i Regierungsbezirk Unterfranken i förbundslandet Bayern i Tyskland.
Kommunen ingår i kommunalförbundet Bad Neustadt an der Saale tillsammans med kommunerna Burglauer, Hohenroth, Niederlauer, Rödelmaier, Salz och Strahlungen.